# Taraz FK
A Taraz FK (kazahul: Тараз Футбол Клубы, magyar átírásban: Taraz Futbol Klubi) egy kazah labdarúgócsapat Taraz városából. Jelenleg a kazah labdarúgó-bajnokság élvonalában szerepel.
A Taraz FK eddig egy alkalommal nyerte meg a kazah nemzeti bajnokságot, illetve egy alkalommal hódította el a kazah kupát.

## Korábbi nevek
- 1961–1967: Metalliszt
- 1967–1968: Voszhod
- 1968–1971: Enyergetyik
- 1971–1975: Alatau
- 1975–1992: Himik
- 1992–1993: Foszfor

1993 júliusa óta jelenlegi nevén szerepel.

## Története
Az 1961-ben Metalliszt néven alapított labdarúgócsapat a Szovjetunió idején több névváltozáson esett át, legjobb eredményeit Himik néven érte el az 1980-as évek második felében. Ekkor a szovjet harmadik vonalban vitézkedett.
Az első független kazah labdarúgó-bajnokság élvonalába nyert besorolást, amelynek 2001-ig stabil tagja volt. 1992-ben az 5., majd a 14., 1994-ben pedig egy 8. hely előzte meg a nagy sikerek korszakát. 1995-ben ezüstérmes, 1996-ban pedig a dobogó felső fokán zárt. Agyorsan jött sikert követően a csapat játéka elszürkült, rendre a tabella második felében végzett a 2001-es, fájdalmas élvonalbeli búcsúig. A másodosztályban csak a 4., feljutást nem jelentő helyen végzett, azonban az élvonal létszámának drasztikus megemelése miatt visszajutott.
A rendre a középmezőnyben serénykedő Taraz FK 2004-ben megnyerte a kazah kupát, ami UEFA-kupa-indulást biztosított. Az Európai Labdarúgó-szövetség stadionokkal szemben támasztott követelményei miatt elutasította a kazah csapatok európaikupa-szereplését, ezért a friss kupagyőztes nem léphetett ki az európai színtérre.
A labdarúgást kedvelő tarazi szurkolók 2007-ben újfent kénytelenek voltak elbúcsúzni az első osztályú labdarúgó-mérkőzésektől, mivel a csapat kiemelkedően gyenge szereplése kiesést eredményezett. A másodosztályú vérkeringésbe ismét csak egy idényre bekapcsolódó Taraz FK a Kazakmisz csapatával azonos pontszámmal végzett, és ezüstérmes helyen köszöntötte újra az élvonalbeli csapatokat.

## Sikerei
- Kazah bajnok
  - 1 alkalommal (1996)

- Kazahkupa-győztes
  - 1 alkalommal (2004)

## Külső hivatkozások
- A Taraz FK adatlapja a klisf.info-n (oroszul)